# Karl Westerkamp
Heinrich Carl Westerkamp (* 2. August 1837 in Osnabrück; † 19. Mai 1901 in Bad Ems) war ein deutscher Politiker.

## Leben
Westerkampf studierte Rechtswissenschaften. Er war als Nachfolger von Bernhard Möllmann Oberbürgermeister von Osnabrück. Von 1899 bis 1901 war er Abgeordneter im Preußischen Herrenhaus. Beigesetzt wurde er im Familiengrab auf dem Johannisfriedhof (Osnabrück).